# Crusader Kings
Crusader Kings è un videogioco strategico in tempo reale sviluppato e pubblicato da Paradox Interactive. Ambientato nell'Europa del Medioevo, il gioco è incentrato su tre eventi storici: la battaglia di Hastings, la terza crociata e la guerra dei cent'anni.